# Mùa bão Tây Bắc Thái Bình Dương 1967
Mùa bão Tây Bắc Thái Bình Dương 1967 không có giới hạn chính thức; nó diễn ra trong suốt năm 1967, nhưng hầu hết các xoáy thuận nhiệt đới có xu hướng hình thành trên Tây Bắc Thái Bình Dương trong khoảng giữa tháng 5 và tháng 11. Những thời điểm quy ước phân định khoảng thời gian tập trung hầu hết số lượng xoáy thuận nhiệt đới hình thành mỗi năm ở Tây Bắc Thái Bình Dương.
Phạm vi của bài viết này chỉ giới hạn ở Thái Bình Dương, khu vực nằm ở phía Bắc xích đạo và phía Tây đường đổi ngày quốc tế. Những cơn bão hình thành ở khu vực phía Đông đường đổi ngày quốc tế và phía Bắc xích đạo thuộc về Mùa bão Đông Bắc Thái Bình Dương 1967. Bão nhiệt đới hình thành ở toàn bộ khu vực Tây Bắc Thái Bình Dương sẽ được đặt tên bởi Trung tâm Cảnh báo Bão Liên hợp  JTWC . Áp thấp nhiệt đới ở khu vực này sẽ có thêm hậu tố "W" phía sau số thứ tự của chúng. Áp thấp nhiệt đới trở lên hình thành hoặc đi vào khu vực mà Philippines theo dõi cũng sẽ được đặt tên bởi Cục quản lý Thiên văn, Địa vật lý và Khí quyển Philippines  PAGASA . Đó là lý do khiến cho nhiều trường hợp, một cơn bão có hai tên gọi khác nhau.

## Các cơn bão
Có 40 áp thấp nhiệt đới hình thành trên Tây Bắc Thái Bình Dương trong năm 1967, 35 trong số chúng trở thành những cơn bão nhiệt đới, 20 đạt cường độ bão cuồng phong và 5 đạt cường độ siêu bão.

### Bão Violet (Karing) - bão số 2
Bão Violet hình thành vào ngày 1 tháng 4. Sau khi đạt đỉnh với vận tốc gió 140 dặm/giờ, nó đã suy yếu đều đặn và tác động trực tiếp đến vùng Đông Bắc Luzon trong ngày mùng 8 với vận tốc gió 115 dặm/giờ. Violet tan trên Biển Đông trong ngày 12 và không gây ra tổn thất đáng kể nào.

### Bão Billie (Herming)
Bão Billie đã phát triển trong ngày 2 tháng 7 và đạt đỉnh với vận tốc gió 85 dặm/giờ vào ngày mùng 5. Cường độ của Billie suy giảm khi nó tiến lên phía Bắc hướng đến Nhật Bản, và đến ngày mùng 8 nó đã trở thành xoáy thuận ngoại nhiệt đới; tuy nhiên, tàn dư ngoại nhiệt đới của Billie vẫn tiếp tục di chuyển về phía Đông Bắc, gây mưa lớn tại Honshū và Kyūshū khiến 347 người thiệt mạng.

### Bão Clara (Ising)
Một vùng thấp lõi lạnh (cold core low - còn được biết đến như là vùng thấp trên tầng cao hay xoáy thuận lõi lạnh) đã phát triển ra những đặc điểm của một hệ thống nhiệt đới và nó đã trở thành áp thấp nhiệt đới 08W trong ngày 6 tháng 7. Di chuyển về phía Tây, áp thấp nhiệt đới đã mạnh lên thành một cơn bão nhiệt đới trong cuối ngày hôm đó và vào ngày hôm sau nó trở thành một cơn bão cuồng phong, nhưng đã suy yếu rất nhanh lại thành bão nhiệt đới. Một thời gian sau, Clara mạnh lại thành bão cuồng phong, và đạt đỉnh vào ngày mùng 10, với sức gió tối đa 115 dặm/giờ. Vận tốc gió của Clara đã giảm xuống còn 90 dặm/giờ ngay trước khi nó đổ bộ vào Đài Loan trong ngày 11. Cơn bão tan trên đất liền Trung Quốc vào ngày 12 tháng 7. Clara đã gây ra những trận mưa lớn, khiến 69 người thiệt mạng và 32 người khác mất tích.

### Bão Sarah
Vào ngày 14 tháng 9, bão nhiệt đới Sarah, hình thành trước đó trên khu vực Đông Bắc Thái Bình Dương, đã vượt đường đổi ngày quốc tế đi vào khu vực Tây Bắc Thái Bình Dương. Ngay lập tức sau thông báo đầu tiên sau khi Sarah tiến vào Tây Thái Bình Dương, nó đã được nâng cấp lên thành bão cuồng phong. Sarah tiếp tục tăng cường, và vào cuối ngày 15 nó đã được nâng cấp lên thành bão cấp 4 trong thang Saffir-Simpson. Sang ngày hôm sau, cơn bão đạt đỉnh với vận tốc gió 150 dặm/giờ và áp suất 932 mbar (đây là giá trị áp suất duy nhất đo được từ cơn bão), đủ để được phân loại là một siêu bão. Sau đó Sarah dần duy yếu, và đến cuối ngày 21 tháng 9, nó đã trở thành xoáy thuận ngoại nhiệt đới; tại thời điểm mà nó vẫn đang còn là bão cấp 1.
Vào ngày 16 tháng 9, Sarah đổ bộ lên đảo Wake với cường độ tối đa, gây ra thiệt hại trên diện rộng. Đây là xoáy thuận nhiệt đới thứ ba kể từ khi bắt đầu có những quan trắc từ năm 1935 đem những cơn gió ở cấp độ bão cuồng phong (typhoon-force winds) đến hòn đảo; hai cơn bão trước đó là một cơn bão không có tên tấn công vào ngày 19 tháng 10 năm 1940, mang đến gió với vận tốc 120 knot, và tiếp đến là bão Olive năm 1952, tàn phá hòn đảo với vận tốc gió lên tới 150 knot (280 km/giờ). Một sự trùng hợp thú vị, Olive tấn công đảo Wake vào ngày 16 tháng 9, đúng chính xác 15 năm trước khi Sarah đổ bộ.

### Bão Carla (Trining) - bão số 11
Carla đã trở thành một cơn bão rất mạnh khi nó ở trên biển Philippines trong ngày 15 tháng 10. Trong giai đoạn suy yếu tiếp theo, cơn bão đã mang đến mưa cực lớn trên khu vực quanh tâm hoàn lưu của nó. Tại thành phố Baguio, Philippines, lượng mưa ghi nhận được trong 24 giờ giữa hai ngày 17 và 18 lên tới 1.216 mm. Tuy nhiên, lượng mưa mà Carla gây ra tại Trung Quốc còn lớn hơn nhiều, lượng đo được tới 2.749 mm trong vòng 48 giờ giữa các ngày 17 và 19.

### Bão Dinah (Uring)
Bão Dinah tấn công đảo Kyūshū miền Nam Nhật Bản, khiến 37 người chết và 10 người mất tích.

## Tên bão
Trong năm 1967, bão nhiệt đới trên Tây Bắc Thái Bình Dương được đặt tên bởi Trung tâm Cảnh báo Bão Liên hợp (JTWC). Cơn bão đầu tiên được đặt tên là Ruby và cuối cùng là Ivy.
| - Agnes - Bess - Carmen - Della - Elaine - Faye - Gloria - Hester - Irma - Judy - Kit - Lola - Mamie - Nina - Ora - Phyllis - Rita - Susan - Tess - Viola - Winnie | - Alice - Betty - Cora - Doris - Elsie - Flossie - Grace - Helen - Ida - June - Kathy - Lorna - Marie - Nancy - Olga - Pamela - Ruby 1W - Sally 2W - Therese 3W - Violet 4W - Wilda 5W | - Anita 6W - Billie 7W - Clara 8W - Dot 9W - Ellen 10W - Fran 11W - Georgia 12W - Hope 13W - Iris 14W - Joan 15W - Kate 16W - Louise 17W - Marge 18W - Nora 19W - Opal 20W - Patsy 21W - Ruth 22W - Sarah 23W - Thelma 24W - Vera 25W - Wanda 26W | - Amy 27W - Babe 28W - Carla 29W - Dinah 30W - Emma 31W - Freda 32W - Gilda 33W - Harriet 34W - Ivy 35W - Jean - Kim - Lucy - Mary - Nadine - Olive - Polly - Rose - Shirley - Trix - Virginia - Wendy |